# Lixerumskogens naturreservat
Lixerumskogens naturreservat är ett naturreservat i Vetlanda kommun i Jönköpings län.
Området är naturskyddat sedan 2023 och är 8 hektar stort och vid västra stranden av sjön Linden. Reservatet består av granskog, tallskog, barrblandskog och vatten.